# Acritas bilineatus
Genre
Espèce
Acritas bilineatus, unique représentant du genre Acritas, est une espèce d'opilions laniatores de la famille des Cosmetidae.

## Distribution
Cette espèce est endémique du Venezuela. Elle se rencontre au Carabobo et au Lara.

## Description
Le syntype mesure 5,75 mm.
Le mâle décrit par González-Sponga en 1992 mesure 5,45 mm et la femelle 5,55 mm.

## Publication originale
- Henriksen, 1932 : « Descriptiones Laniatorum (Arachnidorum Opilionum Subordinis). Opus posthumum recognovit et edidit Kai L. Henriksen. » Det Kongelige Danske Videnskabernes Selskabs skrifter, Naturvidenskabelig og Mathematisk Afdeling, sér. 9, vol. 3, no 4, p. 197–422.